# コッサーノ・カナヴェーゼ
コッサーノ・カナヴェーゼ（伊: Cossano Canavese）は、イタリア共和国ピエモンテ州トリノ県にある、人口約500人の基礎自治体（コムーネ）。

## 地理

### 位置・広がり

#### 隣接コムーネ
隣接するコムーネは以下の通り。括弧内のVCはヴェルチェッリ県所属を示す。
- ボルゴ・ダーレ (VC)
- ボルゴマジーノ
- カラヴィーノ
- セッティモ・ロッターロ

## 行政

### 分離集落
コッサーノ・カナヴェーゼには、以下の分離集落（フラツィオーネ）がある。
- Avetta, Francia, Casale